# Птеридофиллум
Pteridophyllum racemosum — вид цветковых растений, единственный в монотипном роде Птеридофиллум (лат. Pteridophyllum) семейства Маковые (лат. Papaveraceae).

## Ареал
Является эндемиком Японии.

## Ботаническое описание
Перисторассечённые листья птеридофиллума напоминают вайи папоротников, за что род и получил своё название (признак, нехарактерный для маковых). Мелкие белые или жёлтые цветки собраны в метельчатое соцветие. Тычинок всего 4, что является редкостью для маковых. Пыльцевые зёрна с двумя бороздками, что также является исключением. Кроме перисторассечённых листьев и сильно редуцированного андроцея, от остальных маковых он отличается также отсутствием млечного сока и числом хромосом. Поэтому иногда его выделяли в самостоятельное семейство Птеридофиллумовые (лат. Pteridophyllaceae). Система APG III, однако, всё же включает его в состав маковых.

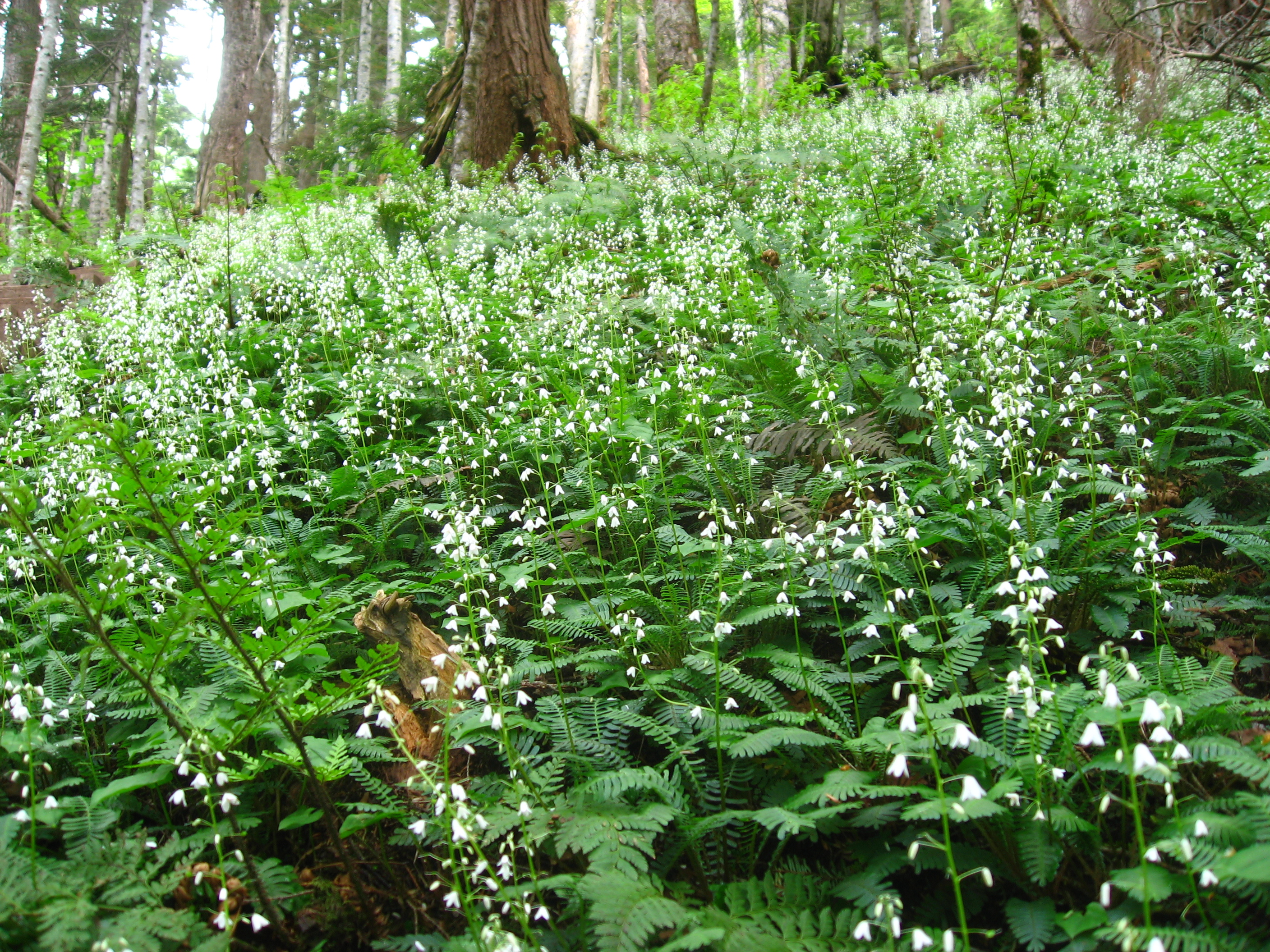
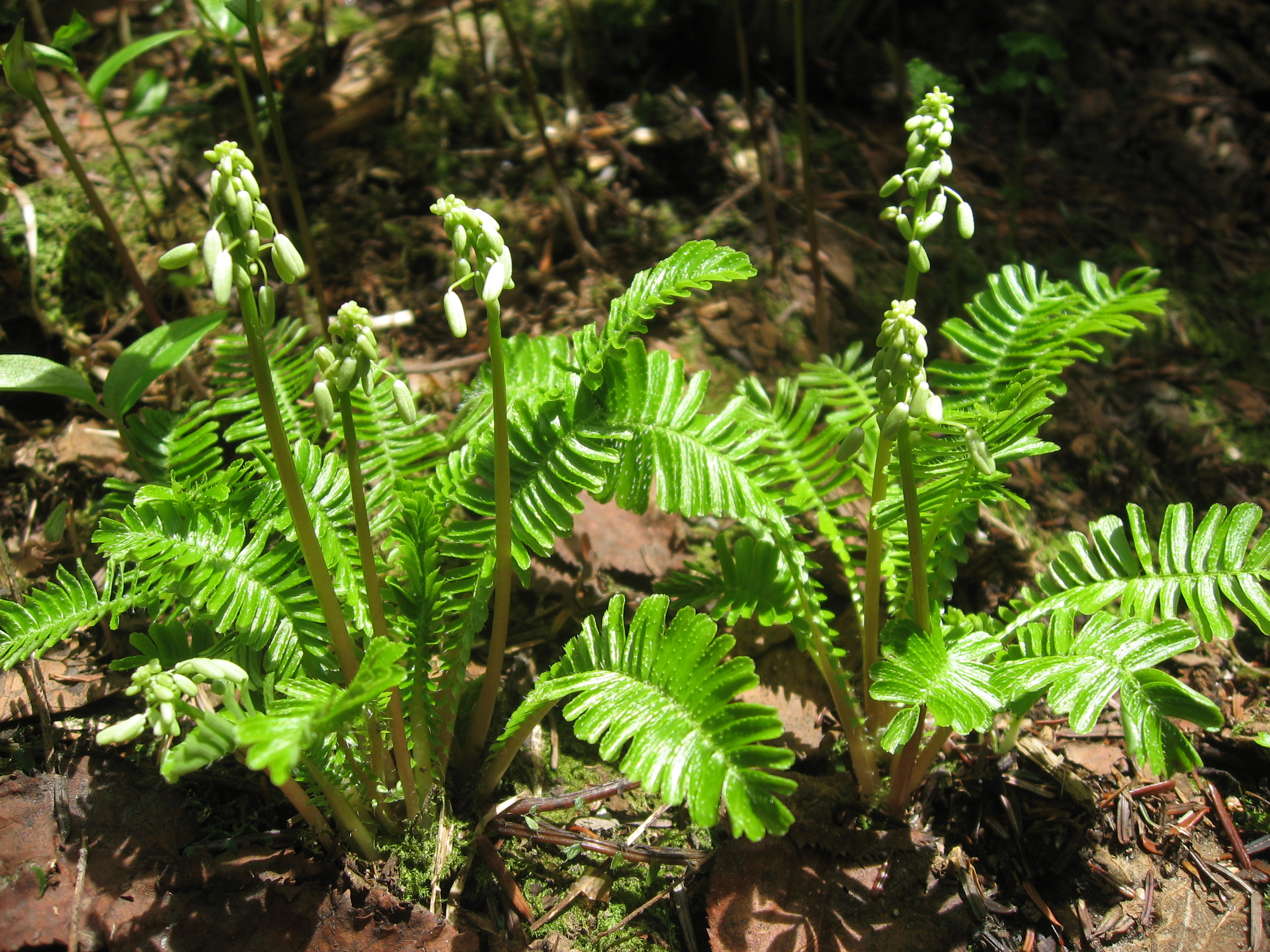